# Kröpcke (Stadtbahn di Hannover)
La stazione di Kröpcke è una stazione sotterranea della Stadtbahn di Hannover, posta sotto l'omonima piazza nel centro cittadino.
La stazione è punto d'incrocio dei tracciati A, B e C della rete di Stadtbahn, percorsi complessivamente da 10 linee, e costituisce pertanto lo snodo principale e più trafficato dell'intera rete.

## Storia
La stazione di Kröpcke venne costruita negli anni settanta del XX secolo, nell'ambito dei lavori di progressivo interramento della rete tranviaria, e conseguente trasformazione in “Stadtbahn” con caratteristiche di metropolitana.
La prima parte della stazione entrò in servizio il 26 settembre 1975: si trattava del primo tronco del cosiddetto “tracciato A”, proveniente da sud, di cui la stazione di Kröpcke costituiva il capolinea provvisorio. Il 4 aprile dell'anno successivo tale tracciato fu prolungato verso nord, in direzione della stazione Hauptbahnhof e oltre.
Negli anni successivi, con il progredire dei lavori di interramento, la stazione divenne punto d'incrocio di tre tracciati: il “tracciato B” fu attivato il 27 maggio 1979, e il “tracciato C” il 26 settembre 1982.
Nel 1999, in previsione dell'esposizione universale tenutasi l'anno successivo, la stazione venne rinnovata e resa accessibile agli invalidi; Il concept del rinnovo e il progetto architettonico degli interni, cosi come le pareti decorate con mosaici, sono stati affidati e progettati dall’architetto italiano Massimo Iosa Ghini ( riferimento libro edito da Electa ‘La stazione metropolitana Kroepcke a Hannover’ Der U-Bahnhof Kroepcke in Hannover progetto Iosa Ghini Associati).

## Strutture e impianti
Si tratta di una stazione sotterranea composta di quattro livelli, così organizzati:
- al livello -1 si trova il mezzanino d'ingresso, direttamente collegato con la strada commerciale ipogea “Passerelle”;
- al livello -2 si trovano i quattro binari, affiancati, dei tracciati A e C;
- al livello -3 si trova un mezzanino d'interscambio fra le diverse banchine;
- al livello -4 si trovano i due binari del tracciato B.

## Movimento
La stazione è servita dalle numerose linee in transito sui tre tracciati.
In particolare, sul tracciato A corrono le linee 3, 7 e 9; sul tracciato B le linee 1, 2 e 8; sul tracciato C le linee 4, 5, 6 e 11.